# Abdelouahid Bennani
Abdelouahid Bennani (en árabe: عبد الواحد بناني), nacido en Tánger (Marruecos) en 1958, es un escritor y poeta marroquí de expresión francesa.

## Biografía
Tras cursar los estudios primarios y secundarios en Tánger, su ciudad natal, y después de una formación en el centro pedagógico regional, donde obtuvo su título, Abdelouahid fue enviado, a la edad de 24 años a la provincia de Errachidia, para ejercer de profesor colegial en 1982. Este período será el más duro de su vida, como profesor y también como poeta; y por consiguiente marcará inevitablemente sus futuros escritos poéticos, que se publicarán veinticuatro años después, ya en el 2006 en su poemario Aire áfono.
Y puesto que juventud y ambición suelen ir siempre juntos, el poeta entró a formar parte de la última promoción de profesores marroquíes cursillistas en Francia. Pasó dos años a caballo entre la facultad del Mirail y la Escuela Normal en Toulouse, de 1989 a 2001; llegó así a ocupar un puesto privilegiado que originó su asignación en la Escuela Normal Superior de Tetuán, donde se encargó de la oficina cultural, antes de pasar más tarde a enseñar la lengua francesa a otros profesores cursillistas.
Se podría decir que el interés de Abdelouahid Bennani por la poesía y las artes nació con él. De hecho, comenzó a componer versos en árabe a la temprana edad de los doce años, antes de rendirse al encanto de la lengua de Molière, como fue el caso de Driss Chraibi, Tahar Ben Jelloun y Abdellatif Laabi. Autores, cuya obra dejaría una huella profunda en el poeta tangerino. Colaboró años después en los diarios locales El Diario y El Explorador, dirigidos entonces por Mustapha Ouadrassi, ocupándose de las actividades culturales y de la crítica literaria a lo largo de siete años, de 1975 a 1982 sin mostrar inclinación alguna por la política.
Abdelouahid seguirá publicando sus poemas en revistas y periódicos literarios como l’Opinión, AL Bayane, Sindbad, Acacia… Y colaborará en la fundación de la revista pedagógica el Educador que publica la Escuela Normal Superior de Tetuán donde había ejercido de profesor durante doce años antes de trasladarse a Larache. Ciudad donde se codeará con otros escritores, la mayoría hispanistas y españoles, como Mohamed Sibari, Mohamed Laabi, Jebari, Mohamed Akalay, Sergio Barce, Cristian Ricci, para después adherirse a la Asociación de Escritores Marroquíes en Lengua Española… Autodidacta en la lengua de Cervantes, hará varias traducciones del español al francés y, en particular las obras de Mohamed Sibari, considerado como uno de los mejores escritores marroquíes de expresión española.
Director de las ediciones Poetas Sin Fronteras desde 2005, corresponsal del periódico La Dépêche de Tánger desde 2006, redactor en jefe adjunto del diario Los Nuevos Horizontes del Norte desde 2007, redactor del diario Al Khabar Almagribia desde 2008, Abdelouahid Bennani vuelve a encontrarse con el mundo de las letras y el periodismo tras una larga pausa de más de dos décadas.

### Poesía
- Aire Áfono (Ediciones Poetas Sin Fronteras. Estados-Unidos; 2006).
- Aire Afònic Traducción Raymond Matabosch(Ediciones Poetas Sin Fronteras. Estados-Unidos; 2007).

### Narrativa
- Detrás de los muros de la alcazaba (Altopress. Tanger; 2007).
- Darrere les murs de l'Alcassaba Traducción de Raymond Matabosch(Ediciones Poetas Sin Fronteras. Estados-Unidos; 2007).

### Revistas dirigidas
- Revista Poetas Sin Fronteras Vol1, N°1 (Ediciones Poetas Sin Fronteras. Estados-Unidos; 2006).
- Revista Poetas Sin Fronteras Vol1, N°2 (Ediciones Poetas Sin Fronteras. Estados-Unidos; 2006).
- Revista Poetas Sin Fronteras Vol1, N°3 (Ediciones Poetas Sin Fronteras. Estados-Unidos; 2006).
- Revista Poetas Sin Fronteras Vol1, N°4 (Ediciones Poetas Sin Fronteras. Estados-Unidos; 2006).

### Traducciones
- De Larache au ciel  Mohamed Sibari(Ediciones Poetas Sin Fronteras. Estados-Unidos; 2007).
- De Larache au ciel  Mohamed Sibari(Altopress; Tánger 2007).
- La Rose de Chaouen  Mohamed Sibari(Ediciones Poetas Sin Fronteras, Estados-Unidos 2007).